# تانفدور الميلية
تانفدور هو حي في الميلية (بلدية تابعة إقليميا إلى دائرة الميلية ولاية جيجل بالجزائر). فيها 3 مدارس ابتدائية وهي «رزاي الطاهر» و«بودغدغ إبراهيم» و «بولعبيزة عبد الحميد»، ومتوسطة «بوتعية بوجمعة»، يدرس فيها أيضا تلاميذ «مشاط وأولاد عربي» ومركز التكوين المهني «بولفخاد محمود» إضافة إلى مسجد بلال بن رباح ومسجد الكرامة ولديها فرع بلدي (ينتظر الهدم وإعادة من جديد)، مصنع الكاولون وشركة السكة الحديدية، صيدلية والتحاليل الطبية، مستوصف، ملعب جواري، إضافة إلى العديد من الملاعب المعشوش طبيعيا من عند الخالق نذكر ملعب الخروط ولوطا والبارك وتانفدور تشتهر ب «واد بوسيابة». وإن تانفدور تشتهر أيضا بوجود كم كبير من أشجار الزيتون يعتمد سكانها في أعمالهم على التجارة بصفة كبيرة وكذلك الفلاحة والصناعة بنسبة أقل وأصحاب المهن الحرة.
يبلغ عدد سكان تانفدور حوالي "20.000" نسمة، إذ تعتبر ثاني أكبر تجمع سكاني بدائرة الميلية وذلك بعد مركز الميلية ويحدها من الشمال جبل رأس تانفدور ومن الجَنُوب واد بوسيابة ومن الغرب مشاط وأخيرا من الشرق الميلية.
وإن تانفدور منطقة سياحية تعاني من نقص التنمية وقلة المرافق العمومية رغم أنها هي الطريق الفاصل بين مشاط والميلية وأولاد عربي والميلية. ولتانفدور فريق رياضي لكرة القدم(CRT)، ولقد بدأت تتحسن الأوضاع الثقافية حيث تم وضع شبكات الإنترنت...وكذا أماكن للطباعة ومؤخرا وجدت مكتبات فيها.. وقد تم خلق طريق اجتنابي جديد خاص الشاحنات (Route lourde).
ومؤخرا تم تنظيم حدث رياضي هام وهو نصف مراثون المصادف لعيد النصر 21 مارس 1962 وقد حقق نجاح لاهر في طبعته الأولى بمشاركة 70 عداء من مختلف الولايات الشرقية (بجاية، سكيكدة، ميلة، قسنطينة، سطيف، أم البواقي...)